# Georgette Heyer
Georgette Heyer (16 de agosto de 1902-4 de julio de 1974) fue una escritora inglesa de novelas históricas románticas y policiales.
Su carrera literaria comenzó en 1921, cuando convirtió un cuento escrito para su hermano menor en la novela The Black Moth (La polilla negra). En 1925 contrajo matrimonio con George Ronald Rougier, un ingeniero. La pareja vivió varios años en Tanganica y en Macedonia antes de regresar a Inglaterra en 1929. Luego de que su novela Esas viejas sombras adquiriese popularidad a pesar de su lanzamiento durante la huelga general de Gran Bretaña, Heyer determinó que la publicidad no era necesaria para convertir el libro en un éxito de ventas. Durante el resto de su vida, se negó a conceder entrevistas, diciéndole a un amigo: «Mi vida privada me interesa sólo a mí y a mi familia».
Heyer esencialmente estableció el género de la novela romántica histórica y su subgénero, el Regency romance (novelas románticas ambientadas a principios del siglo XIX). Sus novelas se vieron influenciadas por Jane Austen, pero a diferencia de Austen, que ubicaba sus historias en las épocas en que vivía, Heyer se veía obligada a incluir copiosa información sobre el período de la Regencia para que sus lectores pudiesen entender el entorno. Para asegurar su precisión, reunió obras que le sirviesen de referencia y guardó notas detalladas sobre todos los aspectos de la vida de la época. Mientras algunos críticos opinaban que las novelas tenían demasiados detalles, otros consideraron que el nivel de los detalles constituyó la mayor ventaja de la escritora. Su naturaleza meticulosa también se evidenció en sus novelas históricas; un ejemplo puede encontrarse en su recreación de Guillermo I de Inglaterra cruzando el canal de la Mancha hacia su país en su novela The Conqueror.
Comenzando en 1932, Heyer publicó una novela romántica y otra de suspense cada año. Su esposo a menudo le proveía ideas para los argumentos de las novelas policiales, mientras ella se centraba en desarrollar las personalidades y vivencias de los protagonistas, así como sus diálogos. Pese a que muchos críticos describieron a las novelas policiales de Heyer como poco originales, otros, como Nancy Wingate, las elogiaron «por su ingenio y comedia, además de sus argumentos bien desarrollados».
Su éxito en ocasiones se vio eclipsado por sus problemas con los recaudadores de impuestos y por los presuntos plagiarios de sus obras. Heyer decidió no presentar cargos judiciales contra los sospechosos de haber copiado sus obras, pero intentó minimizar su problema de impuestos de muchas formas. Obligada a dejar de lado los trabajos que consideraba como los mejores para escribir libros de mayor éxito comercial, finalmente creó una sociedad de responsabilidad limitada para administrar los derechos de sus novelas. Fue acusada varias veces de permitirse un salario muy elevado para sí misma, y en 1966 vendió la compañía y los derechos de diecisiete de sus novelas a Booker-McConnell. Heyer continuó escribiendo hasta su fallecimiento, en julio de 1974. En aquella época, cuarenta y ocho de sus novelas aún estaban en impresión; su último libro, My Lord John, fue publicado póstumamente.

## Primeros años
Heyer nació en Wimbledon, Londres en 1902. Su nombre es un derivado del de su padre, George Heyer. Su madre, Sylvia Watkins, estudió tanto violonchelo como piano y fue una de las tres mejores estudiantes de su clase en el Royal College of Music. El abuelo paterno de Heyer había emigrado de Rusia, mientras que sus abuelos maternos eran propietarios de remolcadores en el río Támesis.
Heyer era la mayor de tres hijos; sus hermanos George Boris (conocido como Boris) y Frank tenían cuatro y nueve años menos que ella, respectivamente.  Durante parte de su infancia, la familia vivió en París, Francia, pero regresaron a Inglaterra al estallar la Primera Guerra Mundial en 1914. Pese a que el apellido de la familia había sido pronunciado hasta entonces como la palabra inglesa «higher», la llegada de la guerra obligó a su padre a cambiar la pronunciación para no ser confundidos como alemanes. Durante la guerra, su padre sirvió como oficial de requisas para la Armada Británica en Francia. Cuando terminó la guerra, se le concedió la Orden del Imperio Británico (MBE). Abandonó el ejército en 1920 con el rango de capitán, se desempeñó como profesor en el King's College de Londres y fue escritor ocasional para The Granta.
George Heyer alentó fuertemente a sus hijos a leer y a no despreciar jamás un libro. Georgette cultivó rápidamente el hábito y menudo se reunió con sus amigas Joanna Cannan y Carola Oman para hablar sobre libros.  Heyer y Oman más tarde intercambiaron sus obras para criticarlas positivamente y ayudar a mejorarlas.
Cuando tenía 17 años de edad, Heyer comenzó una serie de historias cortas para entretener a su hermano Boris, quien sufría de una forma de hemofilia y estaba muy débil. Su padre comenzó a disfrutar de sus historias, por lo que le pidió que las preparase para publicarlas. Su agente encontró un editor para su libro, y The Black Moth, el cual trata sobre las aventuras de un joven que se hace responsable por las trampas en los juegos de naipes de su hermano, fue publicado en 1921. Según su biógrafa Jane Aiken Hodge, la novela contuvo varios de los elementos que se verían frecuentemente en sus futuras novelas: «el protagonista masculino, el matrimonio en peligro, la esposa extravagante, y el grupo de muchachos jóvenes ociosos». Al año siguiente, una de sus historias cortas contemporáneas, A Proposal to Cicely, fue publicada en la revista Happy.

## Matrimonio
Estando de vacaciones con su familia en diciembre de 1920, Heyer conoció a George Ronald Rougier, quien era dos años mayor que ella. Los dos se convirtieron en compañeros de baile mientras que Rougier estudiaba en el Royal School of Mines para convertirse en ingeniero. En la primavera de 1925, poco después de la publicación de su quinta novela, se comprometieron. Un mes después, el padre de Heyer falleció de un ataque cardíaco. No dejó una pensión, por lo que Georgette asumió la responsabilidad económica de sus hermanos, de diecinueve y catorce años de edad. Dos meses después de la muerte de su padre, el 18 de agosto, Heyer y Rougier se casaron en una ceremonia sencilla.
En octubre de 1925 Rougier fue enviado a trabajar a las Montañas del Cáucaso, en parte porque había aprendido a hablar ruso en su infancia. Heyer permaneció en su hogar y continuó escribiendo. En 1926, publicó Esas viejas sombras, en la que el duque de Avon decreta sus propios métodos de tutela especial. A diferencia de su primera novela, Esas viejas sombras se focalizó más en las relaciones personales que en la aventura. El libro apareció durante la huelga general en Gran Bretaña; como resultado, no gozó de una gran publicidad ni críticas. No obstante, vendió 190.000 copias. Debido a que la falta de publicidad no dañó las ventas del libro, Heyer se negó durante el resto de su vida a promocionarlos, pese a que sus editores le pedían a menudo que concediese entrevistas. En una ocasión le escribió a un amigo: «ser fotografiada trabajando o en mi propio jardín me parece el tipo de publicidad más desagradable e innecesario. Mi vida privada me concierne sólo a mí y a mi familia».
Rougier regresó a su hogar en el verano de 1926, pero unos meses después fue enviado al territorio africano de Tanganica. Heyer se le unió al año siguiente. Vivieron en una cabaña hecha con grasa de elefante ubicada cerca de la sabana; Heyer fue la primera mujer blanca que sus sirvientes habían visto en su vida. En Tanganica, escribió The Masqueraders; ambientado en 1745, el libro narra las aventuras románticas de dos hermanos que pretenden ser del género opuesto para proteger a su familia, todos antiguos Jacobitas. Aunque Heyer no tuvo acceso a todo el material que necesitaba como referencia, el libro solo contenía un anacronismo: ubicó la inauguración del club White's un año antes. También realizó un relato de sus aventuras, titulado The Horned Beast of Africa, el cual fue publicado en 1929 en el periódico The Sphere.
En 1928, Heyer acompañó a su marido a Macedonia, en donde estuvo a punto de morir por una anestesia mal aplicada. Insistió en regresar a Inglaterra antes de comenzar a tener hijos. Al año siguiente Rougier dejó su trabajo, por lo que Heyer pasó a ser la principal proveedora de dinero en su matrimonio. Tras un experimento fallido de crear una compañía de gas, combustible y electricidad, Rougier compró una tienda de deportes en Horsham con dinero prestado por las tías de Heyer. El hermano de Heyer, Boris, vivió sobre la tienda y ayudó a Rougier, mientras que Heyer continuó llevando la mayor parte del dinero a su hogar con su trabajo como escritora.

## Romances de Regencia
Las primeras obras de Heyer eran novelas románticas, la mayor parte de ellas ambientadas en 1800. En 1935, publicó Regency Buck, su primera novela ubicada en el período Regencia. Esta novela esencialmente estableció el género de "romance de Regencia" (Regency romance). A diferencia de otras novelas románticas del período, estas novelas usaron al ambiente como parte del argumento. Varios de sus personajes exhibieron características propias de la modernidad; los personajes más convencionales en las novelas señalarían las excentricidades de la protagonista, como querer casarse por amor. Los libros se basaron casi totalmente en el mundo de las clases más adineradas y muy rara vez mencionaron la pobreza, la religión o la política.

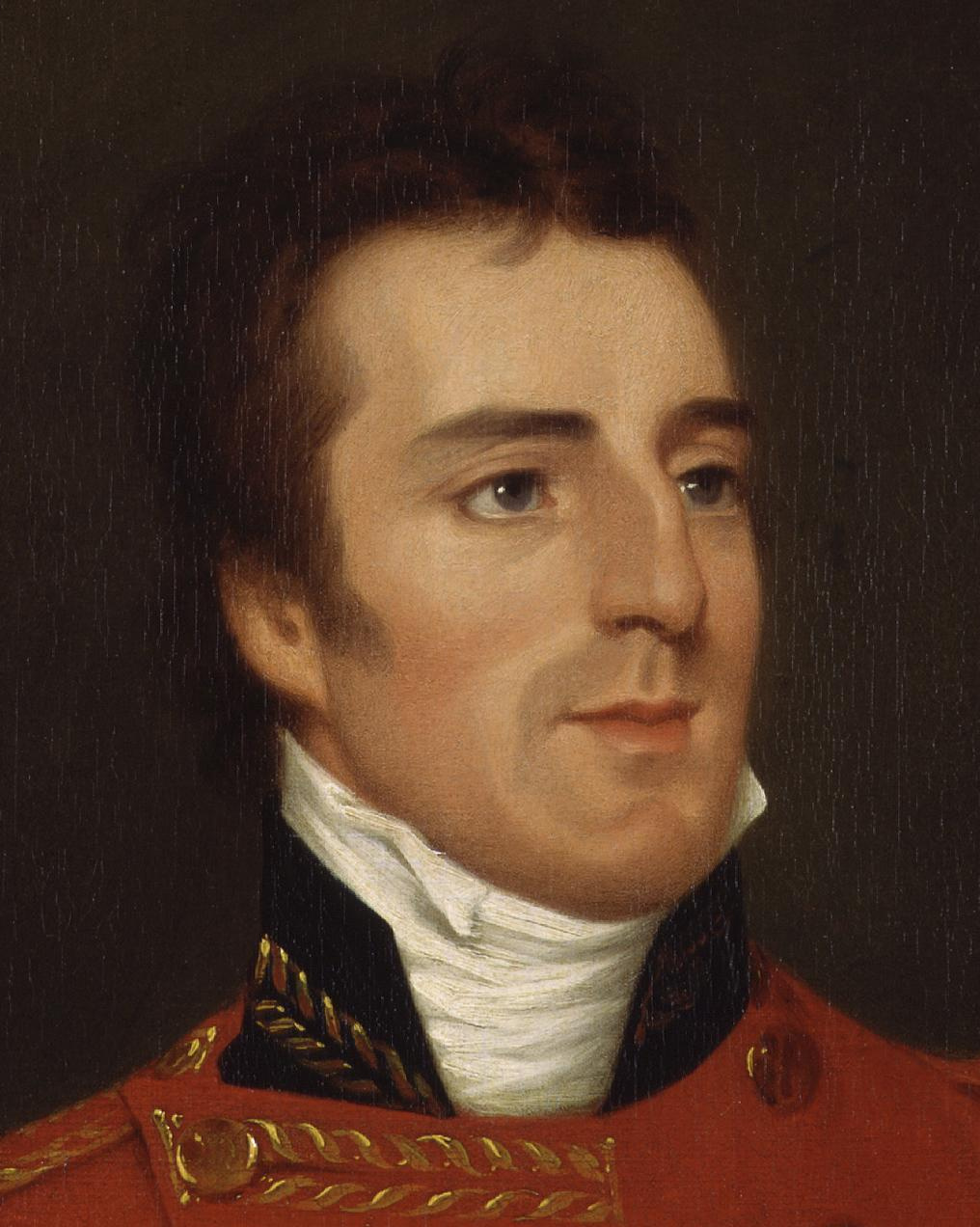
Heyer dijo que cada palabra dicha por el duque de Wellington en su novela An Infamous Army había sido pronunciada por él en su vida real.

Pese a que el período Regencia sólo duró nueve años, entre 1811 y 1820, las novelas románticas de Heyer se ambientaron entre 1752 y 1825. Como notó la crítica literaria Kay Mussell, los libros trataron sobre «un ritual social estructurado –el mercado del matrimonio representado por la temporada londinense—» en donde «todos están en peligro de caer en el ostracismo por comportamiento inadecuado». Sus romances de Regencia fueron inspirados por los libros de Jane Austen, cuyas novelas estuvieron ambientadas en la misma época. Las obras de Austen, sin embargo, fueron novelas contemporáneas, describiendo los tiempos en que vivía. Según Pamela Regis en su libro A Natural History of the Romance Novel, Heyer incluyó más detalles sobre el período para que sus lectores lo comprendieran porque habían ocurrido hacía más de cien años. Mientras que Austen pudo ignorar los detalles, Heyer los incluyó «para cubrir sus novelas... con 'el tono de la época'». Otros críticos, como Lillian Robinson, criticaron «la obsesión de Heyer por los datos específicos, en ocasiones poco relevantes», y Marghanita Laski señaló que «aquellos aspectos de los que Heyer depende tanto para la creación de sus atmósferas son iguales a los de Jane Austen ... sólo remarcados cuando quería mostrar que un personaje era vulgar o ridículo». Otros, incluyendo a A. S. Byatt, creen que «la descripción de la atmósfera –tanto de los detalles del decoro social en las clases adineradas como de las emociones existentes— es su mayor valor como escritora».
Determinada a hacer sus novelas lo más precisas que fuese posible, Heyer coleccionó obras que le sirviesen como referencias y materiales para utilizar en sus escritos. En el momento de su muerte poseía más de mil libros sobre historia, incluyendo Debrett's y un diccionario de 1808 de la House of Lords. Además de las obras históricas clásicas sobre los períodos medievales y del siglo XVIII, su biblioteca incluyó historias sobre cajas de rapé, cartas y vestimentas de las distintas épocas. A menudo incluyó ilustraciones de artículos de revistas y vocabulario interesante o hechos mediante notas, pero raramente aclaró de donde provenía la información. Sus notas estuvieron ordenadas por categorías, tales como belleza, colores, vestimenta, sombreros, precios y tiendas; e incluso incluyeron detalles como el precio de las velas en un año particular. Otros cuadernos incluían listas de frases, sobre temas como «alimentos», «halagos», y «direcciones». Uno de sus editores, Max Reinhardt, en una ocasión intentó ofrecer sugerencias editoriales sobre el lenguaje en uno de sus libros, pero descubrió mediante uno de sus colegas que nadie en Inglaterra sabía más sobre el lenguaje del período Regencia que Heyer.
Con la intención de ser precisa, Heyer en una ocasión compró una carta escrita por el duque de Wellington para emplear su estilo de escritura. Dijo que cada palabra atribuida a Wellington en An Infamous Army había sido pronunciada o escrita por él en su vida real. Su conocimiento del período era tan amplio que raramente mencionaba fechas explícitas en sus libros; en su lugar, situaba la historia cronológicamente refiriéndose casualmente a eventos ocurridos en la época.

## Novelas de suspense

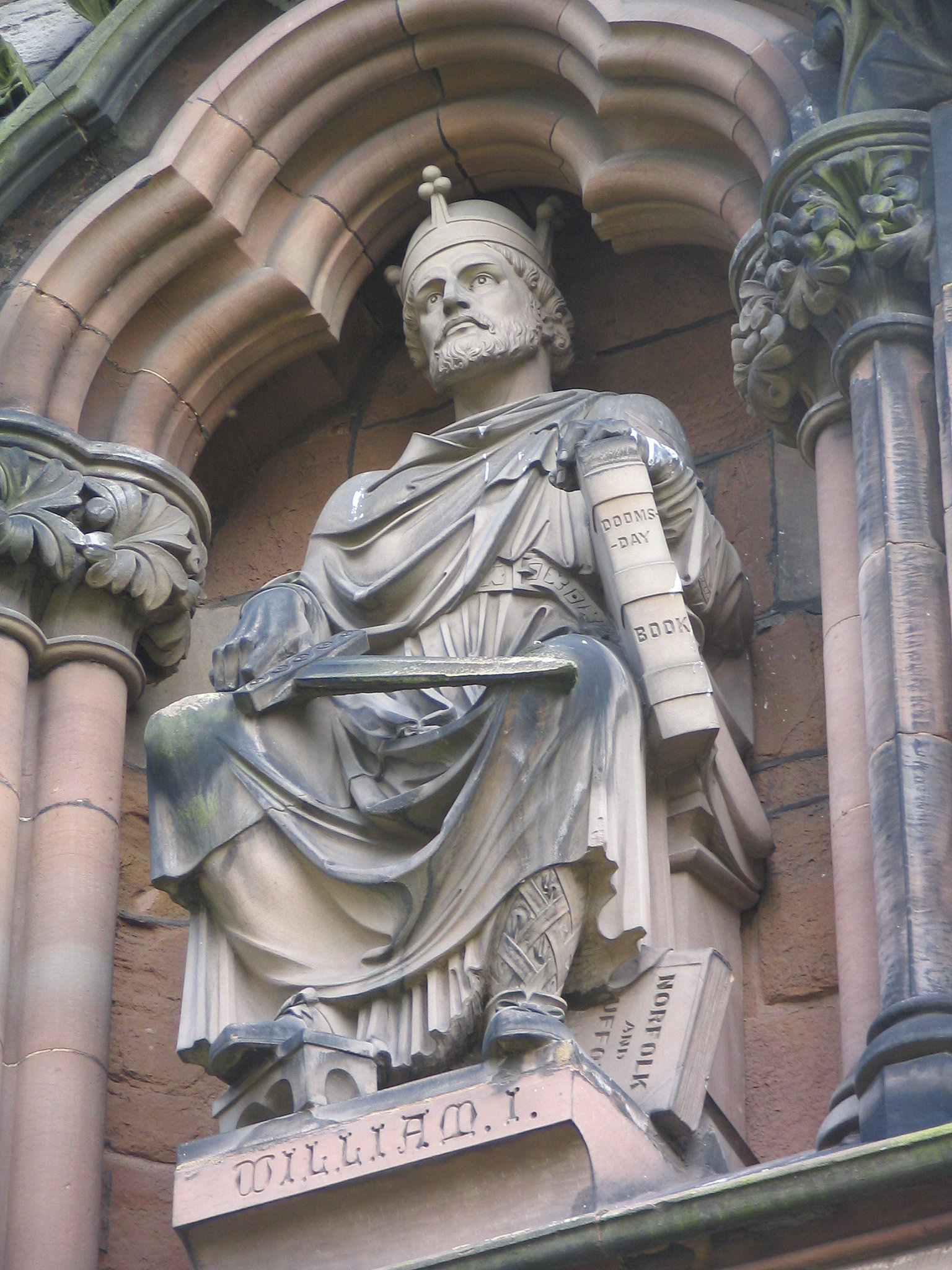
Estatua de Guillermo el Conquistador, en el frente de la catedral de Lichfield, quien fue incluido en la primera novela histórica de Heyer.

En 1931, Heyer publicó The Conqueror, la primera de sus novelas históricas que narró eventos históricos reales desde el punto de vista de la ficción. Investigó minuciosamente la vida de Guillermo I de Inglaterra, incluso viajando en la misma ruta en que lo había hecho Guillermo cuando cruzó el Canal de la Mancha hacia su país. Al año siguiente, sus escritos se desviaron drásticamente de sus novelas románticas, cuando publicó su primera historia de suspense, Footsteps in the Dark. La publicación de la novela coincidió con el nacimiento de su único hijo, Richard George Rougier, a quien llamó su «obra más notable (incluso inigualable)». Posteriormente en su vida, Heyer requirió que sus editores se abstuviesen de volver a imprimir Footsteps in the Dark, diciendo: 

Esta obra, publicada simultáneamente con mi hijo... fue la primera de las novelas de suspense que creé mientras estaba, como lo explicaría cualquier personaje del período Regencia, creciendo. Un esposo y dos hermanos participaron en ello, y no lo considero como un libro importante.

Durante los años siguientes Heyer publicó una novela romántica y una de suspense por año. Las románticas fueron mucho más populares: solían vender 115 000 copias, mientras que las de suspense solo 16 000 copias. Según su hijo, Heyer «consideraba la escritura de historias de misterio de la misma manera en que consideraríamos resolver un crucigrama: como una diversión intelectual, sin comparación con las tareas más difíciles que tenía que enfrentar en su vida». Su esposo tenía mucho que ver con sus escritos. A menudo leía los bocetos de las novelas románticas para detectar cualquier error que pudiesen tener, y servía como colaborador en las novelas de misterio. Ayudaba a proveer argumentos para las historias de detectives, describiendo las acciones de los personajes «A» y «B». Heyer luego creaba a los personajes y a los vínculos entre ellos y le daba vida al argumento. A veces encontraba difícil basarse en argumentos planeados por otras personas; en al menos una ocasión, antes de escribir el último capítulo de un libro, le pidió a Rougier que explicase una vez más como se había cometido el crimen.
Sus historias de detectives, las cuales, según el crítico Earl F. Bargainnier, «se especializaron en asesinatos a personas de la clase alta», se distinguieron principalmente por sus dosis de comedia, melodrama y romance. La comedia no derivó de la acción sino de las personalidades y los diálogos de los personajes. La mayor parte de las novelas se ambientaron en la época en que fueron escritas, y se focalizaron en el protagonista masculino, con un papel menor para el femenino. Sus primeras novelas de misterio solían incluir protagonistas atléticos; luego de que el esposo de Heyer comenzó a desarrollar su sueño de ser abogado, las novelas comenzaron a incluir abogados y penalistas como protagonistas.
En 1935, sus novelas de misterio comenzaron a tener como personajes a una dupla de detectives conocidos como el superintendente Hannassyde y el sargento Hemingway. Los dos nunca fueron tan populares como otros detectives ficticios contemporáneos tales como Hércules Poirot de Agatha Christie, o Lord Peter Wimsey de Dorothy L. Sayers. Uno de los libros que incluyó a los personajes de Heyer, Muerte en el cepo, fue llevado al teatro en Nueva York en 1937 como Merely Murder. La obra se focalizó en la comedia más que en el misterio, y fue cancelada luego de tres funciones.
Según la crítica Nancy Wingate, las novelas de detectives de Heyer, que terminaron de escribirse en 1953, tuvieron métodos, móviles y personajes poco originales, ya que siete de ellos utilizaron la herencia como motivo. Las novelas siempre se ambientaron en Londres, en un pequeño pueblo, o en una fiesta. El crítico Erik Routley sacó a relucir varios de los personajes clichés, incluyendo al policía inculto, a la bailarina exótica española y a un vicario con una esposa neurótica. En una de sus novelas, los apellidos de los personajes estuvieron escritos en orden alfabético conforme iban apareciendo. Según Wingate, estas historias de detectives, como muchas otras de la época, exhibieron una presuntuosidad clara hacia los extranjeros y a las clases de menor poder adquisitivo. Sus hombres de clase media solían ser crudos y estúpidos, mientras que las mujeres eran increíblemente prácticas o tenían muy poca capacidad intelectual, sin saber utilizar la gramática y cayendo fácilmente en vicios. A pesar de los estereotipos, sin embargo, Routley mantiene que Heyer tuvo «un don extraordinario: el de reproducir las frágiles e irónicas conversaciones de las mujeres inglesas adineradas de la época (inmediatamente antes de 1940)». Wingate también menciona que las novelas de misterio de Heyer fueron conocidas «por su ingenio y su comedia, además de sus argumentos bien desarrollados».

## Problemas financieros
En 1939, Rougier fue convocado para servir al gobierno, por lo que la familia se mudó primero a Brighton, y después a Hove, para que Rougier pudiese viajar fácilmente a Londres. Al año siguiente, enviaron a su hijo a una escuela preparatoria, creando un gasto adicional para Heyer. Durante la Segunda Guerra Mundial, sus hermanos sirvieron para la Armada británica, aliviando una de sus preocupaciones monetarias. Su esposo, mientras tanto, sirvió en la Home Guard. Ya que era nuevo en su trabajo, Rougier no ganaba mucho dinero, y la racionalización del papel durante la guerra causó un descenso en la venta de los libros de la autora. Para afrontar sus gastos, Heyer vendió los derechos otorgados por la Commonwealth por Esas viejas sombras, Devil's Cub, y Regency Buck a su compañía editorial, Heinemann, por £750. Un contacto en la casa de publicación, su amigo A. S. Frere, le ofreció más tarde regresarle los derechos a ella por la misma cantidad de dinero que había recibido. Heyer se negó a aceptar el trato, explicando que había dado su palabra de transferir los derechos.
Luego de almorzar con un representante de Hodder & Stoughton, quien había publicado sus novelas de detectives, Heyer sintió que su anfitrión la había tratado como a una niña. La compañía tenía una intención fija para su próximo libro: que sirviese para romper el contrato. Poco después escribió Penhallow, el cual fue descrito por la Book Review Digest de 1944 como «una historia de asesinato pero no de misterio». Hodder & Stoughton rechazó el libro, terminando su relación con Heyer, y Heinemann accedió a publicarlo. A su compañía en los Estados Unidos, Doubleday, tampoco le gustó el libro, por lo que terminaron su asociación con ella luego de su publicación.
El blitz de 1940-41 interrumpió uno de sus viajes en tren por Gran Bretaña, llevando a Heyer y a su familia a mudarse a Londres en 1942 para que Rougier pudiese estar más cerca de su trabajo. Para ganar más dinero, comenzó a criticar libros para Heinemann, ganando dos guineas por cada reseña. También permitió que sus novelas apareciesen en forma de serie en Women's Journal antes de su publicación como libros impresos. La aparición de una novela de Heyer solía causar que la revista agotase todos sus números, pero ella se quejó de que «a los encargados siempre parecían gustarles mis peores novelas».
Para minimizar sus impuestos, Heyer formó una sociedad de responsabilidad limitada llamada Heron Enterprises, hacia 1950. Las ganancias provenientes de la venta de los derechos de autor de sus obras serían propiedad de la compañía, la cual luego suministraría un salario para Heyer y pagaría los honorarios de los directores. Con respecto a las regalías de sus antiguas ventas de derechos, incluso de las extranjeras –excepto las de las ventas llevadas a cabo en Estados Unidos– serían destinadas a su madre. Luego de varios años, sin embargo, un recaudador de impuestos descubrió que Heyer estaba retirando mucho dinero de la compañía. El inspector consideró los ingresos extra como dividendos sin computarse, lo que significaría que debería tres mil libras esterlinas en impuestos. Para pagar sus deudas, Heyer escribió dos artículos, «Libros sobre las Brontës» y «Cómo ser un escritor literario», las cuales fueron publicadas en la revista Punch. En una ocasión le escribió a un amigo: «Estoy cansada de escribir libros a beneficio del Tesoro y no puedo decirte como me molesta el despilfarro de mi dinero en cosas tan estúpidas como la educación y en hacerle la vida fácil y lujosa a los autodenominados trabajadores».

Este escudo pertenecía a John of Lancaster, a quien Heyer intentó incluir en su magnum opus.

En 1950, Heyer comenzó a trabajar en lo que llamó «el magnum opus de mis últimos años», una trilogía medieval que tenía la intención de cubrir el período entre 1393 y 1435. Estimó que necesitaría cinco años para completar la obra. Sus impacientes lectores constantemente pedían nuevos libros; para satisfacerlos a ellos y a sus acreedores, Heyer dejó de escribir novelas de romance de Regencia. Solo completó un volumen de la serie, My Lord John, el cual fue publicado póstumamente.
La sociedad de responsabilidad limitada continuó molestando a Heyer, y en 1966, luego de que los recaudadores de impuestos descubrieron que le debía a la compañía 20 000 libras, finalmente despidió a sus contadores. Luego pidió que los derechos de su último libro, Black Sheep, fuesen expedidos personalmente por ella. A diferencia de sus otras novelas, The Black Sheep no se focalizó en los miembros de la aristocracia. En su lugar, trató sobre «la adinerada clase media», con las finanzas como una temática dominante en la novela.
Los nuevos contadores de Heyer le aconsejaron que abandonase inmediatamente Heron Enterprises; luego de dos años, finalmente aceptó venderle la compañía a Booker-McConnell, quien ya tenía los derechos del patrimonio de los novelistas Ian Fleming y Agatha Christie. Booker-McConnell le pagó aproximadamente 85 000 por los derechos de las diecisiete obras de Heyer pertenecientes a la compañía. Esta suma fue cobrada como impuesto con la tasa de interés más baja, en lugar de la más alta.

## Imitadores
A medida que Heyer fue teniendo más popularidad, otros autores comenzaron a imitar su estilo. Hacia 1950, uno de sus lectores le notificó que otro escritor había escrito varias novelas en un estilo similar al de Heyer. El problemático novelista incluso reutilizó nombres y personajes de los libros de Heyer. Esta consideró seriamente comenzar un pleito legal pero descartó la idea, ya que el escritor cesó con las publicaciones de sus libros. En 1974, sin embargo, este escritor publicó una nueva novela en la que combinó elementos de los argumentos y nombres propios de varias de las novelas de Heyer y duplicó muchas de sus frases. Los abogados de Heyer consideraron nuevamente iniciar acciones legales. En lugar de comenzar un pleito, sugirieron que enviase la copia a la prensa, pero Heyer se negó a hacerlo.
En 1961, otro lector escribió que encontró similitudes en los libros de otro autor. Las novelas tenían detalles del argumento, personajes, apellidos y abundantes palabras propias del período Regencia iguales a los de Heyer. Luego de que los fanáticos acusaron a Georgette de «publicar material de mala calidad bajo un seudónimo», Heyer le escribió al otro autor quejándose. El escritor negó las acusaciones, por lo que Heyer hizo una lista de los plagios y de los errores históricos en sus libros. Entre estos se encontraba la repetición de la frase literal «hacer un pastel de uno mismo», la cual Heyer había descubierto en una colección de memorias privadas, no disponible para el público. En otro caso, el autor había referenciado un incidente histórico que Heyer había inventado en una de sus primeras novelas. Heyer pidió la opinión de un abogado pero finalmente decidió no demandar al escritor.

## Últimos años
En 1959, Rougier pasó a ser abogado de la Corona Británica. Al año siguiente, su hijo Richard se enamoró de la esposa separada de un conocido. Richard ayudó a la mujer, Susanna Flint, a abandonar a su marido, y la pareja se casó luego que finalizó el divorcio de Flint. Heyer se sorprendió por el hecho pero pronto comenzó a querer a su nuera, describiéndola más tarde como «la hija que nunca tuvimos y que pensamos que no queríamos tener». Richard y su esposa criaron a los dos hijos del primer matrimonio de Susanna, y le dieron a Heyer su único nieto biológico en 1966, cuando nació su hijo, Nicholas Rougier.
Conforme fueron pasando los años, Heyer comenzó a tener problemas de salud. En junio de 1964, se sometió a una cirugía para extraer unos cálculos de su riñón. Pese a que los médicos inicialmente predijeron que se recuperaría en seis semanas, luego de dos meses le dijeron que transcurriría un año o más antes de que se sintiera mejor. Al año siguiente, sufrió una picadura de mosquito que se convirtió en sepsis, llevando a que los médicos le ofreciesen un tratamiento de reemplazo de piel. En julio de 1973 sufrió un derrame cerebral leve y pasó tres semanas en una clínica. Cuando murió su hermano Boris ese mismo año, Heyer estaba demasiado enferma como para asistir a su funeral. Sufrió otro ataque en febrero de 1974. Tres meses más tarde, se le diagnosticó cáncer de pulmón, probablemente causado por los 60 a 80 cigarrillos que fumaba al día. El 4 de julio de 1974, Heyer falleció. Sus fanáticos descubrieron su nombre de casada por primera vez luego de verlo en su obituario.

## Legado

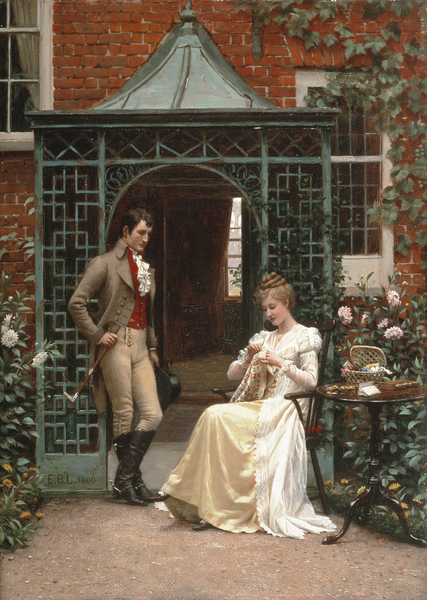
Edmund Blair Leighton retratado en una situación clásica del período Regencia, similares a las descritas en las novelas románticas de Heyer.

Además de su éxito en el Reino Unido, las novelas de Heyer fueron muy populares en los Estados Unidos y en Alemania, y tuvieron ventas muy altas en Checoslovaquia. La primera impresión de cada una de sus novelas en la Commonwealth solía consistir de 65 000 o 75 000 copias, y sus novelas en forma colectiva vendieron más de cien mil copias en ediciones de tapa dura cada año. Las versiones en tapa blanda usualmente vendían más de 500 000 copias por novela. Al momento de su muerte 48 de sus libros aún estaban en imprenta, incluyendo su primera novela, The Black Moth.
Sus libros fueron muy populares durante la Gran Depresión y la Segunda Guerra Mundial. Sus novelas, las cuales fueron descritas por la periodista Lesley McDowell como fuente de «protagonistas valientes y heroicos, espadas brillantes, y damiselas en peligro», permitían a los lectores escapar de los elementos mundanos y difíciles de sus vidas. En una carta describiendo su novela Friday's Child, Heyer comentó «Creo que no merezco nada bueno por escribir tantas cosas sin sentido... Pero es indiscutiblemente buena literatura que sirve de escape y creo que incluso me gustaría si viviese en un refugio o si me estuviese recuperando de la gripe».
Heyer esencialmente inventó las novelas de romance histórico y creó el subgénero de romance de Regencia. Cuando fueron lanzadas a la venta por primera vez en Estados Unidos en 1966, sus novelas fueron catalogadas como «una continuación de la obra de Jane Austen». A medida que otros novelistas comenzaron a imitar su estilo y continuaron desarrollando el romance de Regencia, estas novelas fueron descritas como «una continuación de la tradición romántica de Georgette Heyer». Según Kay Mussell, «virtualmente todos los escritores especializados en el período Regencia ansiaron gozar del éxito que había tenido Heyer».
A pesar de su popularidad y su éxito, Heyer fue ignorada por los críticos. Aunque si bien ninguna de sus novelas tuvo jamás una reseña en un periódico importante, según Duff Hart-Davis, «la ausencia de críticas largas o serias nunca la preocupó. Lo que le interesaba era el hecho de vender cada vez más copias de sus historias». Heyer tampoco tiene un artículo en la Enciclopedia Británica. La edición de 1974 de la enciclopedia, publicada poco después de su muerte, incluye entradas sobre escritoras populares como Agatha Christie y Dorothy Sayers, pero no menciona a Heyer.

### Novelas georgianas y de la Regencia
- The Black Moth (1921)
- The Transformation of Philip Jettan (1923) (reeditada como Powder and Patch)
- The Masqueraders (1928)
- The Convenient Marriage (1934). En España: Matrimonio de conveniencias (1979, Editorial Argos Vergara, S.A., ISBN 13: 978-84-7017-667-8)
- The Talisman Ring (1936). Nadie supo nada (1948, La Nave)
- The Spanish Bride (1940)
- The Corinthian (1940). En España: El dandi (2009, Salamandra. ISBN 13: 978-84-9838-248-8)
- Faro's Daughter (1941). En España: La hija del faraón (1979, Editorial Argos Vergara, S.A., ISBN 13: 978-84-7017-719-4)
- Friday's Child (1944). Una gran señora (1947, Bruguera)
- The Reluctant Widow (1946)
- The Foundling (1948). Su Gracia el Duque (1949, Argos Vergara)
- Arabella (1949). En España: Arabella (2007, Salamandra. ISBN 13: 978-84-9838-133-7). Hay otras ediciones posteriores en Ediciones Palabra, S.A.
- The Grand Sophy (1950). En España: La indomable Sophia (2008, Club Círculo de Lectores, ISBN 13: 978-84-672-3154-0). Hay ediciones posteriores en Salamandra Digital (2012) y Ediciones Palabra, S. A. (2019)
- The Quiet Gentleman (1951)
- Cotillion (1953)
- The Toll-Gate (1954)
- Bath Tangle (1955)
- Sprig Muslin (1956)
- April Lady (1957)
- Sylvester, or the Wicked Uncle (1957). En España: El tío Sylvester (2007, Salamandra, ISBN 13: 978-84-9838-095-8)
- Venetia (1958). En España: Venetia (2009, Salamandra, ISBN 13: 978-84-9838-215-0)
- The unknown Ajax (1959)
- A Civil Contract (1961)
- The Nonesuch (1962). En España: Un hombre sin igual (1979, Editorial Argos Vergara, S. A., ISBN 13: 978-84-7017-775-0)
- False Colours (1963)
- Frederica (1965). En España: Frederica (2019, Ediciones Palabras, S. A., ISBN 13: 978-84-9061-822-6).
- Black Sheep (1966)
- Cousin Kate (1968)
- Charity Girl (1970)
- Lady of Quality (1972). En España: Caridad (1979, Editorial Argos Vergara, S.A. ISBN 13: 978-84-7017-693-7).

### Serie Alastair-Audley
1. These Old Shades (1926). Esas viejas sombras (1979, Editorial Argos Vergara, S. A., ISBN 13: 978-84-7017-668-5) o Suerte en la noche
2. Devil's Cub (1932)
3. Regency Buck (1935)
4. An Infamous Army (1937). Lady Barbara (1946, Agora)

### Ficción histórica
- The Great Roxhythe  (1923)
- Simon the Coldheart (1925)
- Beauvallet (1929)
- The Conqueror (1931)
- Royal Escape (1938)
- My Lord John (1975)

### Novelas con una ambientación contemporánea
- Instead of the Thorn (1923)
- Helen (1928). En España: El despertar de Helen (2022, Ediciones Palabra, S. A. ISBN 13: 978-84-1368-187-0)
- Pastel (1929)
- Barren Corn (1930)

### Thrillers con una ambientación contemporánea
- Footsteps in the Dark (1932)
- Why Shoot a Butler? (1933)
- The Unfinished Clue (1934)

### Serie Inspectores Hannasyde y Hemingway
1. Death in the Stocks (1935). En España: Muerte en el cepo (2008, Salamadra, ISBN 13: 978-84-9838-192-4) o Un muerto en la carretera
2. Behold, Here's Poison (1936). En España: Aquí hay veneno (2008, Salamandra, ISBN 13: 978-84-9838-154-2)
3. They Found Him Dead (1937)
4. A Blunt Instrument (1938). Un instrumento contundente
5. No Wind of Blame (1939)
6. Envious Casca (1941)
7. Penhallow (1942)
8. Duplicate Death (1951)
9. Detection Unlimited (1953)

### Colecciones de relatos cortos
- Pistols for Two (1960), que contiene:

- "Pistols for Two"
- "A Clandestine Affair"
- "Bath Miss"
- "Pink Domino"
- "A Husband for Fanny"
- "To Have the Honour"
- "Night at the Inn"
- "The Duel"
- "Hazard"
- "Snowdrift"
- "Full Moon"

### Otras historias cortas
- "A Proposal to Cicely" (1922)[87]
- "The Bulldog and the Beast" (1923)[88]
- "Linckes' Great Case" (1923)[89]
- "Runaway Match" (1936)
- "Pursuit" (1939)[90]